# Pelinkovići
Pelinkovići (cyr. Пелинковићи) – wieś w Czarnogórze, w gminie Bar. W 2011 roku liczyła 151 mieszkańców.